# Balacra ugandae
Balacra ugandae är en fjärilsart som beskrevs av Rothschild 1910. Balacra ugandae ingår i släktet Balacra och familjen björnspinnare. Inga underarter finns listade i Catalogue of Life.